# Semiaspilates
Semiaspilates là một chi bướm đêm thuộc họ Geometridae.